# Liochthonius pseudohystricinus
Liochthonius pseudohystricinus är en kvalsterart som beskrevs av Balogh och Sandór Mahunka 1983. Liochthonius pseudohystricinus ingår i släktet Liochthonius och familjen Brachychthoniidae. Inga underarter finns listade i Catalogue of Life.